# Goat (film 1921)
Goat  (ang. The Goat) – amerykańska slapstickowa krótkometrażowa komedia czasów kina niemego pełna gagów i bardzo dynamicznej akcji wyprodukowana w 1921 roku wyreżyserowana przez Bustera Keatona i Malcolma St. Claira. W postać głównego bohatera wcielił się reżyser filmu, znany komik ówczesnych czasów Buster Keaton.

## Fabuła
Głównym bohaterem filmu jest włóczęga Buster Keaton. Przemierza on miasto w poszukiwaniu jedzenia. Zagląda do pracowni fotografa więziennego, który w tym czasie przygotowuje się do zrobienia zdjęcia siedzącemu przed obiektywem przestępcy. W trakcie przygotowań aresztowany wykorzystuje nieuwagę pracownika i fotografuje zaglądającego do środka przez kratę Bustera. Po wyjściu od fotografa więzień ucieka.
Włóczęga zauważa na ziemi podkowę i kopie ją pod nogi przechodzącemu mężczyźnie. Ten podnosi znalezisko, chucha nań i rzuca przez lewe ramię, po chwili znajduje portfel pełen pieniędzy. Widząc to, włóczęga powtarza jego ruchy, jednak rzucana podkowa trafia policjanta. Stróż porządku zaczyna pościg ulicami miasta. Dołączają do niego kolejni mundurowi. Pozbywszy się na jakiś czas policjantów, Buster wdaje się w bójkę z jednym z przechodniów, który ma pretensje do kobiety z psem. Tymczasem policjanci wznawiają pościg i Buster umyka pociągiem.
Na następnej stacji włóczęga dowiaduje się, że jest poszukiwanym mordercą, a za jego ujęcie wyznaczono nagrodę. Wizerunek Bustera za kratami znajduje się na pierwszych stronach gazet i listach gończych. Napotkani ludzie uciekają przed nim w popłochu. Gruby przechodzień – sam szef policji – w asyście kilku detektywów zaczyna go śledzić. Buster ucieka przed nim do szpitala, gdzie udaje chorego, następnie wtapia się w grupę miłośników sztuki. Pościgu pozbywa się, zrzucając na grubego mężczyznę gruz.
Buster ponownie spotyka kobietę z psem i towarzyszy jej do domu. Nieoczekiwanie do mieszkania wchodzi przedtem ścigający go mężczyzna, który okazuje się być nie tylko szefem policji, ale i panem domu. Podczas obiadu gospodarz rozpoznaje Bustera i zaczyna mu grozić. Włóczęga ucieka przez okienko nad drzwiami. Pogoń rozpoczyna się na nowo, tymczasem w obrębie piętrowego budynku, gdzie przebywają w danej chwili bohaterzy. Buster pozbywa się pościgu i wychodzi z domu z poznaną dziewczyną.